# NGC 5412
NGC 5412 est une galaxie lenticulaire située dans la constellation des Petite Ourse. Sa vitesse par rapport au fond diffus cosmologique est de 7 169 ± 50 km/s, ce qui correspond à une distance de Hubble de 105,7 ± 7,4 Mpc (∼345 millions d'al). NGC 5412 a été découverte par l'astronome américain Lewis Swift en 1884.